# Scherffeliomycopsis coleochaetes
Scherffeliomycopsis coleochaetes är en svampart som beskrevs av Geitler 1962. Scherffeliomycopsis coleochaetes ingår i släktet Scherffeliomycopsis och familjen Chytridiaceae.   Inga underarter finns listade i Catalogue of Life.